# A vasút története

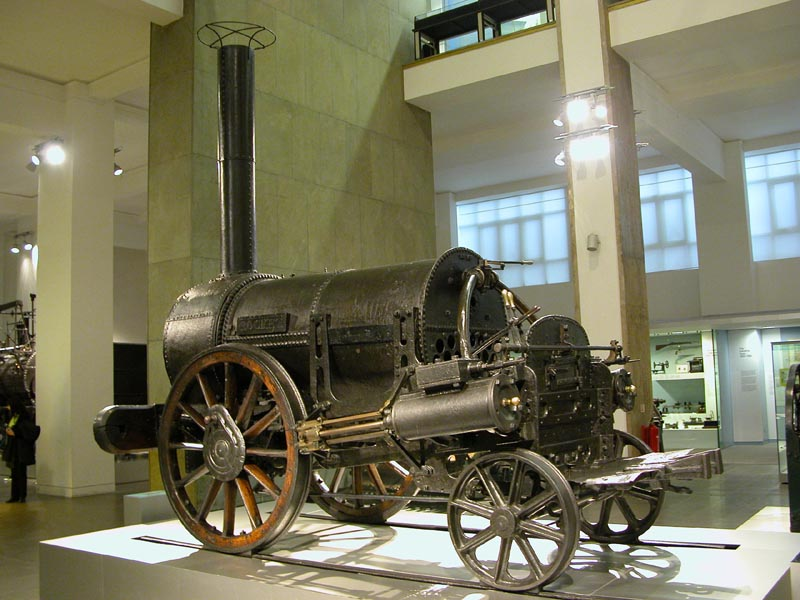
George és Robert Stephenson Rocket nevű gőzmozdonya 1829-ből (Science Museum, London)

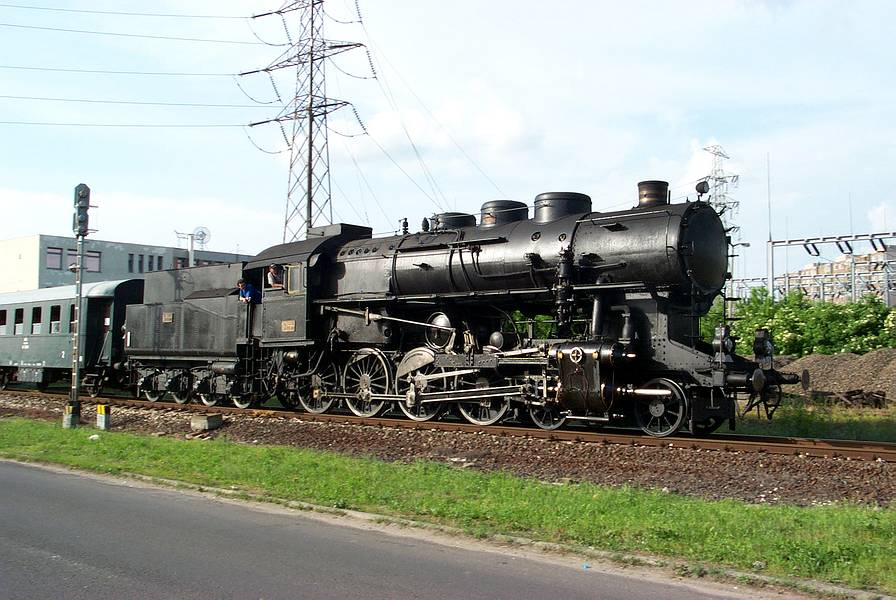
MÁV 424-es gőzmozdony

A vasút története a 16. századig nyúlik vissza, amikor az ember vagy ló vontatta, síneken mozgatható egyszerű járművek megjelentek. Az első közforgalmú lóvasút 1803-ban nyitotta meg szolgáltatását, az első gőzmozdony 1804-re készült el. A közforgalmú, bárki által igénybe vehető, gőzvontatású vasút története 1825-ben kezdődött.

## Az első vasúti rendszerek
A vasút őse a 16. századi bányákba telepített fa nyompálya volt. A nyompályákon gördülő csilléket emberi erővel mozgatták. Az 1760-as évek angliai újítása volt a vasból készült pálya, amelyen megjelentek a lóvontatású eszközök is. Az első személyszállításra használt közforgalmú vasúttársaság 1803-ban az Surrey Iron Railway volt. Ezek a lóvontatású vasutak még nem adták meg az igazi versenyelőnyt a kor közúti közlekedésével. 1827-ben Magyarországon is folytak kísérletek a lóvasút meghonosításával, de a kísérlet nem bizonyult kifizetődőnek.

## A gőzvontatás megjelenése
A vasút diadalát kétségkívül a gőzgép alkalmazása hozta el. Az első sikeres gőzmozdonyt Richard Trevithick (1773–1833) építette, és 1804-ben öt teherkocsit és 16 utast vontatott el vele Pen-y-Darentől 16 kilométerre. Az igazi technikai áttörést azonban George Stephenson nevéhez kötjük, aki összesen 17 kísérleti mozdonyt épített. 1825-ben a Locomotion No. 1 nevű mozdonyával nyitották meg a világ első közforgalmú gőzüzemű vasútját Stockton és Darlington között. Leghíresebb mozdonya azonban a Rocket, amellyel 1829-ben elnyerte a Liverpool & Manchester Railway Company díját. Ez a mozdony már a következő száz év mozdonyainak minden lényeges jellemzőjét magán hordozta.

## A vasutak történetének kronológiája
| Év    | Esemény |
| ----- | --- |
| 1803. | Megnyit az első közforgalmú lóvasút, a Surrey Iron Railway.                                                                                                 |
| 1804. | Trevithick első sikeres gőzmozdonya Pen-y-Darenből 16 kilométeres utat tesz meg.                                                                            |
| 1825. | Megnyílik az első gőzvontatású közforgalmú vasút, amelynek Robert Stephenson a főmérnöke.                                                                   |
| 1829. | Az első modern gőzmozdony, melyet Stephenson Rocket névre keresztel, 42 km/h sebességgel száguld.                                                           |
| 1835. | Május 5-én megnyitják Brüsszel és Mechelen között az európai kontinens első közforgalmú vasútvonalát.                                                       |
| 1869. | Május 10-én elkészül az észak-amerikai transzkontinentális vasút, amely New Yorkot köti össze San Franciscoval.                                             |
| 1898. | a Ganz gyár első háromfázisú villamos vasútja üzemel a Genfi-tó mellett.(Kandó Kálmán) Archiválva 2007. július 18-i dátummal a Wayback Machine-ben          |
| 1903. | Július 13-án megindul a menetrend szerinti forgalom Szentpétervár és Vlagyivosztok között a világ leghosszabb vasútvonalán, a Transzszibériai vasútvonalon. |
| 1981. | Szeptember 27-én nyitják meg az első olyan nagysebességű (TGV) vonalat Párizs és Lyon között, ahol 200 km/h felett van az átlagos utazósebesség.            |

## Lásd még
- Az Amerikai Egyesült Államok vasúti közlekedésének története